# Nederlanders in de Internationale Brigades
Meer dan 600 Nederlanders hebben meegevochten in de Internationale Brigades in de Spaanse Burgeroorlog, een enkeling bij een ander onderdeel van de republikeinse troepen. Daarnaast zijn er 27 Nederlanders als medisch personeel naar Spanje gegaan.
Op 17 juli 1936 werd in Spanje een staatsgreep gepleegd om de zittende, democratisch gekozen regering af te zetten en de macht over te nemen. De staatsgreep werd geleid door een bont gezelschap van rechtse generaals, waarvan Francisco Franco de bekendste zou worden. De rechtse generaals gaven leiding aan een verbond van alfonsistische monarchisten, carlisten, falangisten en conservatieve katholieken. De staatsgreepplegers behaalden geen totale overwinning op de republikeinse regering, want men had zich verkeken op de weerstand die deze couppoging opriep. Dit mondde uit in een burgeroorlog tussen de republikeinse kamp en de nationalistische kamp. In deze burgeroorlog die drie jaar zou duren, vochten vrijwilligers uit zo’n 50 landen mee aan de kant van de republikeinse regering in de zogenaamde Internationale Brigades.
De overkoepelende organisatie van de nationale communistische partijen (Komintern) nam in september 1936 het besluit de werving van vrijwilligers voor het Spaanse front actief te ondersteunen. De werving wordt aan de nationale communistische partijen overgelaten en dat betekende dat de werving voor de Internationale Brigades in Nederland in handen was van de Communistische Partij Nederland (CPN). Deze werving kwam begin november 1936 van de grond. In de tussentijd waren al enkele Nederlanders op eigen houtje naar Spanje vertrokken. Begin december vertrokken de eerste vrijwilligers in georganiseerd verband naar Spanje.

## De reis naar Spanje
Was men eenmaal geworven, dan was de volgende stap de reis naar Spanje. De reis door België en Frankrijk betekende dat men over een paspoort moest beschikken, wat in die tijd voor lang niet iedereen gewoon was. Als iemand een paspoort aanvroeg, werd deze, zeker na april 1937, ongeldig gemaakt voor het reizen naar Spanje. Vrijwilligers zonder paspoort werden vaak via oude smokkelroutes de Nederlands-Belgische en Belgisch-Franse grens overgebracht.
In Frankrijk werd er verzameld In Parijs. Meestal verbleef men er enkele dagen tot er genoeg vrijwilligers waren om verder te reizen. In eerste instantie werd regelmatig de route gebruikt naar Marseille en vandaar per schip naar Spanje. Maar na het torpederen van de ms ‘Ciudad de Barcelona’ is deze route niet meer gebruikt, en ging de reis per trein, tot aan de Spaanse grens. Ook deze moest te voet gepasseerd worden via geitenpaadjes dwars door de Pyreneeën. Voor veel Nederlandse jongens de eerste kennismaking met het fenomeen bergen.
Daarna ging de tocht verder naar Albacete waar men een korte militaire training kreeg en werd ingedeeld bij een bepaald legeronderdeel. In augustus 1937 waren er genoeg Nederlanders in de Internationale Brigade om een eigen, Nederlandstalige compagnie te vormen. Deze stond onder leiding van “Hollander Piet” Laros. In februari 1938 kreeg deze de naam compagnie De Zeven Provinciën.

## Het einde van de Internationale Brigades
In het najaar van 1938 viel het doek voor de Internationale Brigades. De Compagnie De Zeven Provinciën was bij het afscheid in Barcelona. Ongeveer een maand later vertrok het merendeel van de nog in Spanje aanwezige Nederlanders, een groep van 105 personen, met de trein richting het vaderland. Aan de grens bij Roosendaal kregen ze een maaltijd (op rijkskosten) en de instructie dat alle politiek getinte uitingen taboe waren. De Internationale mocht men niet zingen, daarom zong men maar “Zie ginds komt de stoomboot…”. Het was per slot van rekening bijna 5 december.

## Het verlies van het Nederlanderschap
Artikel 7 sub 4 van de wet op het Nederlanderschap, het verlies van het Nederlanderschap bij het treden in vreemde krijgsdienst, werd zeer strikt toegepast. Vrijwel alle Spanjestrijders zijn hun Nederlanderschap verloren en werden daarmee stateloos. En als een Spanjestrijder gehuwd was verloor zijn echtgenote ook haar nationaliteit. Het afnemen van de nationaliteit zullen velen als een straf hebben ervaren. Daarnaast bracht het veel ongemak met zich; een werkgever moest een werkvergunning aanvragen om een stateloze in dienst te nemen, en daar waren kosten aan verbonden. Het was lastig om naar het buitenland te reizen want men had geen paspoort. En tijdens de bezetting waren Spanjestrijders door verlies van paspoort voor de Duitsers makkelijk te identificeren als iemand met een linkse overtuiging en daarmee een gevaarlijk element.
Na afloop van de Tweede Wereldoorlog kan de renaturalisatie van de Spanjestrijders opgepakt worden. Aanvankelijk ging dat goed; er werden tussen 1946 en 1949 vijf renaturalisatiewetten ingediend waarmee 94 Spanjestrijders hun Nederlanderschap terugkrijgen. Maar intussen had de Koude Oorlog zijn intreden gedaan, waarbij iedereen aan de linkerkant van het politieke spectrum met argusogen werd bekeken. Dit werd nog versterkt door uitspraken van communistische partijleiders in West-Europa dat bij een oorlog met de Sovjet-Unie zij de kant van de Sovjet-Unie zouden kiezen. De politieke gezindte van een Spanjestrijder werd vanaf dat moment nadrukkelijk meegewogen bij een aanvraag tot renaturalisatie. Het simpele feit dat iemand het communistische dagblad De Waarheid las of een verkiezingsaffiche van de CPN voor het raam had hangen, kon voldoende reden zijn een renaturalisatieverzoek af te wijzen.
Pas in het begin van de jaren ’60 kwam hier verandering in en werd het criterium van de politieke gezindte bij aanvraag tot renaturalisatie geschrapt. Dat betekende dat alle Spanjestrijders die nog stateloos waren een verzoek tot naturalisatie konden indienen. Hoeveel betrokkenen daarvan gebruik hebben gemaakt is niet bekend.

## Krijgsgevangenen
Een aantal Nederlandse Spanjestrijders was krijgsgevangen gemaakt door de Nationalisten. Ze werden veroordeeld om mee te helpen met het herbouwen van door hen (volgens Franco) verwoeste steden. Toen hun straf er opzat, was de Tweede Wereldoorlog uitgebroken. Spanje was neutraal en moest volgens de Haagse verdragen mogelijke krijgers uit oorlogvoerende landen interneren. Zo belandden de ex-Internationale Brigadisten in dezelfde interneringskampen als de Nederlanders die op weg naar Engeland in Spanje waren opgepakt. De Nederlandse minister Van Kleffens wist ze, in ruil voor olie uit Curaçao voor de Spaanse schepen, vrij te krijgen en onder te brengen bij de Irene Brigade. Zo trokken deze mannen in 1945 als bevrijders Nederland binnen, waar hun vroegere maten van hun Nederlanderschap waren beroofd.